# Sværholtklubben
Sværholtklubben es una región en gran parte deshabitada, situada justo al sur del cabo Norte, en el límite de la península Sværholthalvøya entre los fiordos de Porsangen y Laksefjorden en los municipios de Hammerfest y Lebesby, en Noruega. Durante la Segunda Guerra Mundial se produjeron aquí intensos combates con los alemanes. Los alemanes dispusieron aquí en 1942 artillería de defensa antiaérea que luego, cuando evacuaron Finnmark, trasladaron a Tårnvik y luego a Sommernes. Actualmente, Sværholtklubben destaca por ser el lugar de anidamiento de miles de aves marinas, especialmente de gaviotas tridáctilas. Otras especies de interés ornitológico son las alcas y los araos.